# 谷口愛理
谷口 愛理（たにぐち あいり、1999年〈平成11年〉3月14日 - ）は、日本のタレント、グラビアアイドルであり、女性アイドルグループ・HKT48チームHの元メンバーである。オフィスアウイ所属。愛称はあいりす。
福岡県出身。

## 略歴
2011年7月10日、HKT48の1期生オーディションに合格。同年10月23日、西武ドームで開催された『「フライングゲット」発売記念全国握手会イベント「AKB48祭り powered by AKB48 ネ申テレビ」』で、他のHKT48メンバーと一緒にお披露目された。同年11月26日、HKT48劇場こけら落し『チームH 1st Stage「手をつなぎながら」』公演初日に劇場デビューした。
2012年3月4日、HKT48のチームH結成時に、正規メンバー16名の1人に選ばれた。しかし同年8月18日、自身が「一身上の都合により、HKT48メンバーとしての活動を辞退」することがオフィシャルサイトで発表された。
2014年、芸能活動を再開。集英社『週刊ヤングジャンプ』の『制コレアルティメット2014』でグランプリを獲得した。なお歴代の制コレにおいて、1990年代生まれがグランプリを受賞したのは現時点で彼女が最後となっている。
2015年5月に週刊ヤングジャンプ主催の「ゲンセキ10」にノミネートした。

## 参加曲

### シングル選抜楽曲
AKB48
『ギンガムチェック』に収録
- あの日の風鈴 - 「ウェイティングガールズ」名義 EAN 4988003426774

### アルバム選抜楽曲
AKB48
『1830m』に収録
- 青空よ 寂しくないか? -「AKB48+SKE48+NMB48+HKT48」名義 EAN 4988003426767

### 劇場公演ユニット曲
HKT48 第1期生（研究生）「手をつなぎながら」公演
- Glory days（バックダンサー）[7]

 HKT48 チームH 1st Stage「手をつなぎながら」公演
- ウィンブルドンへ連れて行って

## 作品

### 映像作品
- ファーストらぶ（2014年11月25日、EIC-BOOK）[17][18]
- あいりす（2015年3月27日、スパイスビジュアル）[1][4]

## 出演

### 雑誌
- 週刊ヤングジャンプ No.20･21「制コレアルティメット2014」（2014年4月24日、集英社）[19][20][21][14]
- 週刊ヤングジャンプ No.42 センターグラビア「制コレアルティメット2014 読者投票1位」（2014年9月18日、集英社）
- Koh→Boh Vol.18（2014年10月3日、海王社）
- 週刊ヤングジャンプ（2015年11号 - ウェブ掲載、集英社） - ゲンセキ10!![16]